# Saint-Pierre-de-Cernières
Saint-Pierre-de-Cernières település Franciaországban, Eure megyében. Lakosainak száma 235 fő (2022. január 1.). Saint-Pierre-de-Cernières Montreuil-l’Argillé, Saint-Agnan-de-Cernières, Mesnil-en-Ouche, La Haye-Saint-Sylvestre, Mélicourt és Saint-Denis-d’Augerons községekkel határos.

## Népesség
A település népessége az elmúlt években az alábbi módon változott:
| Lakosok száma | 301  | 245  | 186  | 218  | 223  | 214  | 225  | 236  | 239  | 235  |
|               | 1968 | 1982 | 1990 | 2006 | 2013 | 2015 | 2017 | 2019 | 2020 | 2022 |